# Holtenbroek II
Holtenbroek II is een buurt in de Overijsselse plaats Zwolle. Samen met Holtenbroek I, Holtenbroek III en Holtenbroek IV vormt het de woonwijk Holtenbroek.